# Orgyia albofasciata
Orgyia albofasciata är en fjärilsart som beskrevs av Alexander Schintlmeister 1989. Orgyia albofasciata ingår i släktet fjädertofsspinnare, och familjen tofsspinnare. Inga underarter finns listade i Catalogue of Life.